# Columbus Circle
Columbus Circle – rondo, a także dzielnica (neighborhood) w Nowym Jorku, w okręgu Manhattan, na przecięciu ulic Eighth Avenue, Broadway, Central Park South (West 59th Street) i Central Park West. Jego nazwa pochodzi od znajdującego się na nim Pomnika Kolumba. Rondo uznaje się za symboliczny centralny punkt Nowego Jorku.

## Komunikacja
Stacja metra 59th Street – Columbus Circle.